# Антарктически крил
 Тази статия е за вида ракообразни.  За рода вижте Антарктически крил (род).  
Антарктическият крил (Euphausia superba) е вид висше ракообразно от семейство Euphausiidae.
Те са незастрашен вид.
Таксонът е описан за пръв път от Джеймс Дуайт Дана през 1850 година.